# Amata xanthopleura
Amata xanthopleura är en fjärilsart som beskrevs av George Francis Hampson 1914. Amata xanthopleura ingår i släktet Amata och familjen björnspinnare. Inga underarter finns listade i Catalogue of Life.